# Nuoto ai Giochi della I Olimpiade - 500 metri stile libero
I 500 metri stile libero era una delle quattro gare del programma di nuoto dei Giochi della I Olimpiade di Atene.
Questa era la terza delle gare che si disputarono l'11 aprile 1896, nella baia di Zea, nelle acque nei pressi del Pireo; parteciparono a questa solo 3 nuotatori, provenienti da due nazioni. Neumann conquistò la prima medaglia d'oro per l'Austria, dopo l'argento di Herschmann. Hajós, che era intenzionato a vincere anche questa gara, non poté parteciparvi perché si svolgeva immediatamente dopo quella dei 100 m stile libero e subito prima di quella dei 1200 m. Chōrafas fu l'unico atleta a partecipare a tutte e tre le gare.

## Risultati
| Posizione | Atleta              | Paese   | Tempo  |
| --------- | ------------------- | ------- | ------ |
|           | Paul Neumann        | Austria | 8'12"6 |
|           | Antōnios Pepanos    | Grecia  | 9'57"6 |
|           | Efstathios Chōrafas | Grecia  | ---    |